# Podoribates platensis
Podoribates platensis är en kvalsterart som beskrevs av Berlese 1916. Podoribates platensis ingår i släktet Podoribates och familjen Mochlozetidae. Inga underarter finns listade i Catalogue of Life.